# Octomeria reitzii
Octomeria reitzii är en orkidéart som beskrevs av Guido Frederico João Pabst. Octomeria reitzii ingår i släktet Octomeria och familjen orkidéer. Inga underarter finns listade i Catalogue of Life.